# Aéroport d'Antofagasta
L'aéroport international Andrés Sabella Gálvez (code IATA : ANF • code OACI : SCFA) est un aéroport d'Antofagasta, au Chili. Il est situé à 10 km au nord de la ville. En 2011, l'aéroport a traité 1 000 000 passagers pour la première fois de son histoire.[réf. nécessaire]

## Situation

### Carte des aéroports du Chili
| \| 100 km1:8 652 000 \| Porvenir El Salvador La Serena Mocopulli Valdivia Pucón Puerto Montt Puerto Williams Antofagasta Arica El Loa Iquique Osorno Balmaceda Araucanie Désert de l'Atacama Santiago Concepcion Île de Pâques Punta Arenas |
| 100 km1:8 652 000 |

## Compagnies et destinations
| Compagnies  | Destinations                                                       |
| ----------- | ------------------------------------------------------------------ |
| JetSmart    | Concepcion-Carriel Sur, La Serena, Santiago du Chili-A.-M.-Benítez |
| LATAM Chile | Concepcion-Carriel Sur, La Serena, Santiago du Chili-A.-M.-Benítez |
| LATAM Perú  | Lima-J. Chávez                                                     |
| Sky Airline | La Serena, Santiago du Chili-A.-M.-Benítez                         |

Édité le 17/11/2018